# Ifjabb király

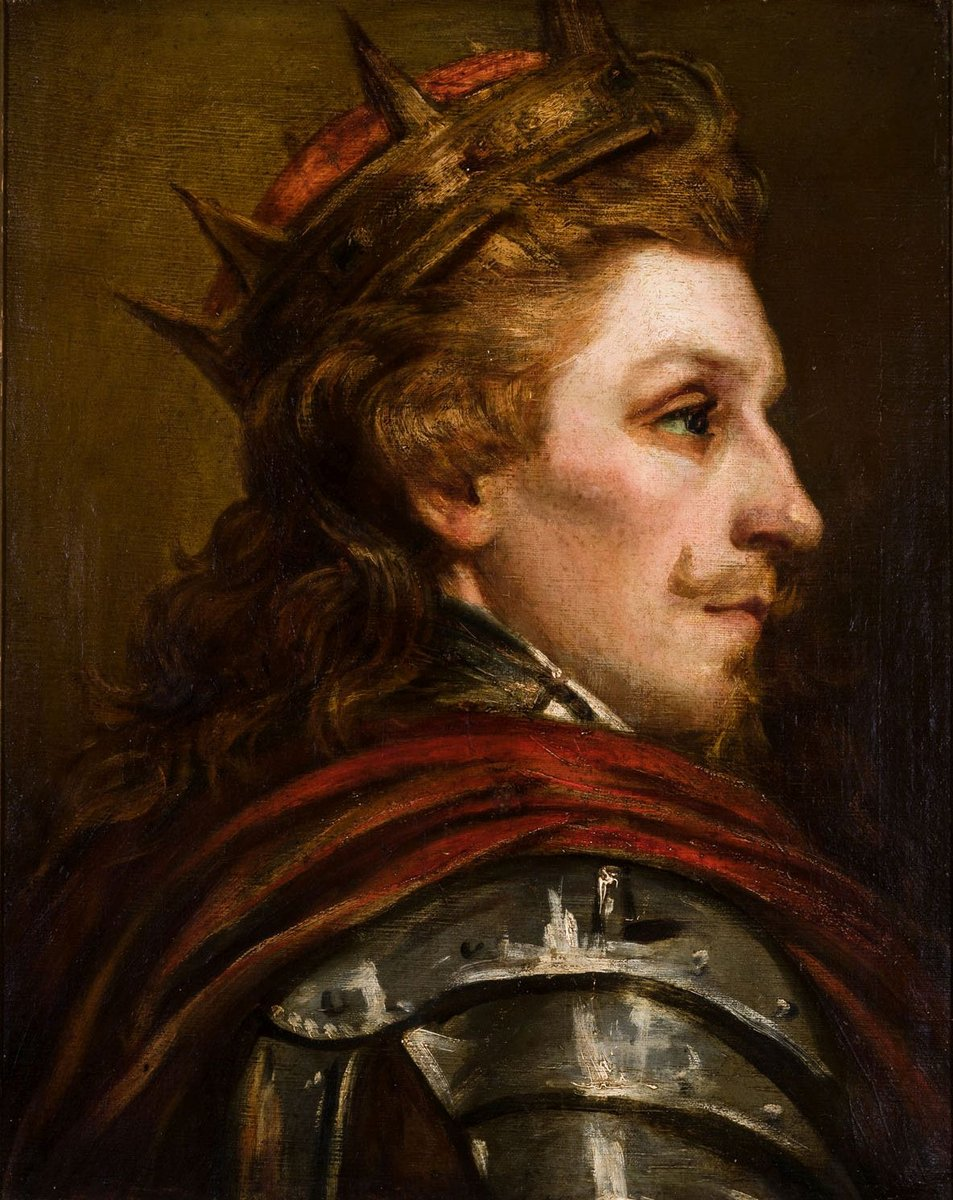
Árpád-házi Salamon 1057
és 1063 között ifjabb király

Az ifjabb király (latinul rex iunior) a középkori magyar trónutódlásban kijelölt örökös (koronaherceg), akit még apja uralkodása idején megkoronázták. Ő kormányozta az ország területének jelentős részét, részt kapott az uralkodói ügyek intézéséből, valamint saját királyi udvarral is rendelkezett.
Elsőnek I. András, majd II. András és IV. Béla osztotta meg az uralkodás hatalmát fiával ezen a módon. Az ifjabb király intézménye abban különbözött a királyétól, hogy az előbbi átmeneti volt, nem öröklődött. Az intézmény nem a trónutódlás egyszerű biztosítását szolgálta, területi elkülönülést jelentett, mégis lényegesen különbözött a korábbi dukátus intézményétől, mivel teljes királyi jogkört jelentett teljes külön udvartartással, saját kormányzattal (például nádor, kancellár), birtokadományozási és pénzverési joggal, az ifjabb király jogot szolgáltatott és adományozott is. Az ország formálisan nem szakadt ketté, az ifjabb király (rex iunior) elfogadta a király (rex senior) főségét és amikor a trónt örökölte, akkor az ifjabb királyság azonnal meg is szűnt. V. István trónra lépését követően az ifjabb királyság ezen formáját többé nem újították fel.

## Története
Salamon és II. István III. Béla fia, Imre volt a harmadik a magyar történelemben, akit apja életében királlyá koronáztak. Imre volt azonban az első, aki királyi címe mellé hatalmat és területet is kapott. 1182-ben koronázták először királlyá, ekkor még hatalom nélkül. 1194-ben ismét megkoronázták és 1194–96-ban Horvátországot és Dalmáciát kormányozta.
IV. Bélát apja, II. András akarata ellenére koronázta királlyá az előkelők egy csoportja 1214-ben, de hatalmat ekkor nem kapott. II. András 1220-ban bízta rá az ország délnyugati részét, mint Szlavónia hercegére, majd 1226-ban Erdély hercegeként áthelyezte Erdélybe. Béla azonban mint ifjabb király Szlavóniában, majd később Erdélyben is önálló udvart alakított ki, a királyihoz hasonló tisztségviselőkkel: tárnokmester, asztalnokmester, pohárnokmester, lovászmester.
IV. Béla fiát, V. Istvánt 1246-ban magyar királlyá koronázták, de akkor nem történt meg a hatalommegosztás. IV. Béla V. Istvánnal 1262-ben osztotta meg az országot nyugati és keleti része a pozsonyi békében. Az ifjabb királyság ekkor intézményesült. Az egyezményt 1262 végén, 1263-ban és 1265-ben további pontokat hozzáadva megújították.
Az ifjabb királyság a földesúri hatalom megerősödésével párhuzamosan jött létre. A megosztás haszonélvezői is a földbirtokosok voltak, akik így több országos tisztséghez, és újabb birtokadományokhoz juthattak.

## Ifjabb királyok listája

### Árpád-ház(1000–1301)
| # | Portré | Személy                        | Koronázás                       | Uralkodás       | Uralkodás            | Uralkodás      | Király     |
| # | Portré | Személy                        | Koronázás                       | Kezdete         | Vége                 | Idő            | Király     |
| - | ------ | ------------------------------ | ------------------------------- | --------------- | -------------------- | -------------- | ---------- |
| 1 |        | Árpád-házi Salamon (1053–1087) | 1057 vagy 1058 Koronázóbazilika | 1057            | 1063. szeptember 11. | 6 év           | I. Béla    |
| 2 |        | Árpád-házi István (1101–1131)  | 1105                            | 1105            | 1116. február 3.     | 11 év          | Kálmán     |
| 3 |        | Árpád-házi Imre (1174–1204)    | 1182. május 16. Esztergom       | 1182. május 16. | 1196. április 16.    | 13 év, 337 nap | III. Béla  |
| 4 |        | Árpád-házi Béla (1206–1270)    | 1214                            | 1214            | 1235. szeptember 21. | 21 év          | II. András |

### Habsburg-ház(1526–1780)
| # | Portré | Személy                   | Koronázás                | Uralkodás           | Uralkodás       | Uralkodás    | Király         |
| # | Portré | Személy                   | Koronázás                | Kezdete             | Vége            | Idő          | Király         |
| - | ------ | ------------------------- | ------------------------ | ------------------- | --------------- | ------------ | -------------- |
| 1 |        | IV. Ferdinánd (1633–1654) | 1647. június 16. Pozsony | 1646. augusztus 24. | 1654. július 9. | 7 év, 23 nap | III. Ferdinánd |